# Ковнер, Семён Самсонович
Семён Самсонович Ковнер (1896—1962) — советский математик, геофизик, организатор науки.

## Биография
Родился 10 (22) февраля 1896 года в Москве в семье заводского фельдшера.
Учился в школе Е. А. Кирпичниковой; с 1905 года — в 10-й Московской гимназии, которую с медалью окончил в 1914 году. Один год был слушателем Народного университете им. Шанявского. В 1915 году поступил на физико-математический факультет Московского университета. В 1918 году, будучи студентом, написал своё первое самостоятельное исследование под руководством профессора Б. К. Млодзиевского: «О трансцендентальных кривых на Римановых поверхностях».
После окончания учебы в 1921 году, по представлению профессора Д. Ф. Егорова был оставлен при университете для подготовки к профессорскому званию. С октября 1920 года был старшим ассистентом, затем — приват-доцентом.
Свободно владея несколькими языками (немецкий, английский, итальянский, французский, эсперанто), С. С. Ковнер перевёл несколько книг: «Секреты искусного вычислителя» Менхена, «Теория вероятностей» О. Мейсснера, «Введение в исчисление бесконечно малых» А. Виттинга, «Новая тригонометрия» Локка и Чайльда.
Неоднократно выезжал за границу на стажировку; в 1923 году был, вместе с П. С. Урысоном и П. С. Александровым посетил Гёттинген и Берлин, где слушал лекции Д. Гильберта, Э. Ландау и А. Эйнштейна, в 1924 году был снова в Гёттингене — вместе с П. С. Александровым, Б. И. Ковнер, В. В. Степановым и Ю. А. Рожанской. В 1924 году Ковнер поступил в аспирантуру НИИ математики и механики при МГУ и в 1929 году окончил её. С 1927 года — доцент московского университета; в 1929 году издал учебный курс высшей математики. В январе 1930 года был назначен заведующим кафедры математики геофизического факультета МГУ; после преобразования факультета в Московский гидрометеорологический институт он до 1935 года руководил в нём кафедрой математики и, кроме этого, с мая 1931 года до конца своей жизни, был профессором и заведующим кафедрой математики Московского текстильного института.
Помимо преподавательской деятельности С. С. Ковнер работал в Государственном научно-исследовательском геофизическом институте, пройдя путь от научного сотрудника (ноябрь 1925) до заместителя директора по научной части (1932—1933). В июне 1935 — октябре 1937 годов он работал старшим учёным специалистом в Институте географии АН СССР; затем — заведующим отделом математической геофизики в Институте теоретической геофизики АН СССР. 25 мая 1938 года без защиты диссертации ему была присуждена учёная степень кандидата физико-математических наук.
В мае 1927 года С. С. Ковнер перед Президиумом Московского облисполкома выступил с инициативой об устройстве в Москве планетария и был включён в состав комиссии по его постройке. После его постройки О. Ю. Шмидт отметил:

Советская общественность всегда будет благодарна С. С. Ковнеру за его самоотверженную и энергичную деятельность по созданию Московского планетария.
В ноябре 1941 года С. С. Ковнер эвакуировался с Институтом геофизики в Казань, где вместе с О. Ю. Шмидтом продолжал редактировать журнал «Известия Академии наук. Серия географическая и геофизическая».
С 1947 год он заведовал геотермической лабораторией Института геофизики.
Похоронен на Востряковском еврейском кладбище.

## Семья
- Жена — Изабелла Исааковна Певзнер (1901—1970). 
  - Сын — Дмитрий Семёнович Ковнер (1935—1996), инженер, заведующий кафедрой МАИ, автор монографий «Выбор основных параметров вентилятора ТРДД и его турбины» (1985), «Термогазодинамические расчёты ГТД на ЭВМ в режиме диалога» (1987), «Расчёт и проектирование камер сгорания ВРД в САПР» (1989) и «Расчёт высотно-скоростных и дроссельных характеристик ТРД и ТРДФ на ЭВМ в режиме диалога» (1989).